# Ozero Charne (sjö i Belarus)
Ozero Charne är en sjö i Belarus. Den ligger i den norra delen av landet, 170 km norr om huvudstaden Minsk. Ozero Charne ligger 137 meter över havet.
Omgivningarna runt Ozero Charne är en mosaik av jordbruksmark och naturlig växtlighet. Runt Ozero Charne är det glesbefolkat, med 19 invånare per kvadratkilometer.